# Stefaan Fernande
Stefaan Fernande (Gent, 26 december 1966 – 7 september 2021) was een Belgisch songwriter die in 1996 zijn eerste hit had met Nobelprijs, uitgevoerd door Clouseau. Hij was jarenlang getrouwd met de Mechelse acteur Danny Riesterer.

## Levensloop
Fernande schreef tevens tekst en muziek van onder andere Porselein en Meisjes aan de macht vertolkt door Yasmine, tekst en/of muziek van Düm Tek Tek vertolkt door Hadise, Scars gezongen door Stan Van Samang en Vonken & vuur uitgebracht door Clouseau.
Düm Tek Tek werd in 2009 gekozen om Turkije te vertegenwoordigen op het Eurovisiesongfestival 2009 in Moskou. Het eindigde op de vierde plaats.
Hij schreef en componeerde ook liedjes voor onder meer Natalia, De Kreuners, Niels Destadsbader, Will Tura, Guido Belcanto, Metejoor, Christoff, Isabelle A, Bandits, Gene Thomas, Erik Van Neygen, Peter Evrard, Willy Sommers, Cleymans & Van Geel, Kinderen voor Kinderen, 2Fabiola, Udo, Rob de Nijs, Dana Winner, Born Crain, Free Souffriau, Dean, Mama's Jasje, Liliane Saint-Pierre, Maartje Van Neygen, Get Ready, Günther Neefs en Sabien Tiels.
Voor Clouseau schreef hij al zo’n 50 songs, waaronder 10 voor hun album dat in november 2019 verscheen, “Tweesprong”.
Hij had een Italiaanse nummer 1-hit met Impossibile gebracht door X-Factor-winnaar Matteo Becucci. In Italië namen ook onder meer Francesco Renga, Dolcenera, Irene Fornaciari, Aram Quartet en Virginio Simonelli nummers van hem op.
In 2011 schreef en componeerde hij alle liedjes voor de theatershow Niet geschikt als moeder van Els de Schepper. Hetzelfde deed hij reeds in 2009 voor de voorstelling Els de Schepper roddelt. In 2016 volgde dan de voorstelling Red mij met de hitsingle Kom uit de kast, waarvan hij tevens tekst en muziek schreef. In 2018 schreef en componeerde hij alle songs voor de voorstelling Els De Schepper heeft besloten er geen eind aan te maken, met onder meer de single Noodrem die ten voordele van het Centrum ter preventie van zelfdoding werd ingezongen door Els samen met 32 BV’s.
In januari 2012 lanceerde Ketnet het liedje Move tegen pesten, dat hij schreef en componeerde voor Brahim Attaeb in het kader van de Week tegen Pesten. Meer dan 1500 Vlaamse basisscholen schreven zich in om op 16 februari om 13.30 uur synchroon het liedje te zingen en uit te beelden. Hij schreef en componeerde ook het liedje Iedereen Brullie, uitgevoerd door William Boeva en Sien Wynants voor de Move tegen Pesten-campagne van 2016, die alle vorige records brak. In 2018 deed hij het nog eens over met "Stip na Stip", gezongen door Tinne Oltmans, wat ook de meest bekeken YouTube video van dat jaar in België werd. In 2020 schreef en componeerde hij de campagne-song “Stip It”, deze keer uitgevoerd door Nora & Sarah.
Fernande won viermaal de Radio 2 Zomerhit-prijs voor beste Nederlandstalige lied: in 1997 met Porselein, in 2010 met Vergeef me van Andes in 2011 met Gek op jou van Clouseau, titelsong van de film Zot van A. en in 2014 met Vliegtuig van Clouseau. Met Vliegtuig won hij in 2014 ook een MIA of Music Industry Award.
In 2018 werd hij opgenomen in De Eregalerij van Radio 2 en Sabam voor zijn volledige oeuvre.
In oktober 2020 werd zijn liedje Porselein gekozen als campagnelied voor Rodeneuzendag. Op 13 november zond VTM een speciale editie van Liefde Voor Muziek uit. Voor deze uitzending schreef hij de teksten van de liedjes Vechter van Regi Penxten & Camille Dhont en Het zit in iedereen van Gene Thomas. In de lente van 2021 schreef hij opnieuw een superhit voor Camille Dhont, getiteld Vuurwerk, en tal van adaptaties voor Cleymans & Van Geel en Willy Sommers voor Liefde Voor Muziek 2021.
In 2021 schreef hij nog mee met James Cooke aan de liedjes voor het programma James de musical op Play4.
Begin september 2021 is hij op 54-jarige leeftijd plots overleden.